# JESTER
〈JESTER〉는 VALSHE의 2번째 싱글이다. 2011년 7월 27일에 5pb. 레코드에서 발매됐다.

## 해설
5pb. 레코드 재적 후의 작품은 타이틀곡 〈jester〉는 PSP용 소프트웨어 《관능 옛날 이야기》 테마송, 커플링 곡 〈Another Sky〉는 엑스박스 360용 소프트웨어 《Ever17》 그랜드 엔딩 테마.

## 수록곡
1. jester
작사: VALSHE, 작곡: 미나토, 편곡: 사이토 신야
2. Vessel
작사·작곡: VALSHE, 편곡: G'n-
3. Dead to the world
작사: 미나토, 작곡: 도리코, 편곡: G'n-
4. Another Sky
작사·작곡: 미나토, 편곡: FAITH-T
5. jester (instrumental)
6. Vessel (instrumental)
7. Dead to the world (instrumental)
8. Another Sky (instrumental)